# (115801) Punahou
(115801) Punahou est un astéroïde de la ceinture principale.

## Description
(115801) Punahou est un astéroïde de la ceinture principale. Il fut découvert le 23 octobre 2003 à l'Observatoire Junk Bond par David Healy. Il présente une orbite caractérisée par un demi-grand axe de 2,40 UA, une excentricité de 0,15 et une inclinaison de 0,6° par rapport à l'écliptique.

## Compléments